# Lijn 8 (metro van Madrid)
Lijn 8 is een metrolijn in de Spaanse hoofdstad Madrid. De lijn werd geopend op 24 juni 1998. Metrolijn 8 telt zelf acht stations en heeft een lengte van 16.5 kilometer

## Stations
| Station             | Overstappunt | Foto * | Type                         | Geopend          | Ligging                       | Stadsdeel |
| ------------------- | ------------ | ------ | ---------------------------- | ---------------- | ----------------------------- | --------- |
| Nuevos Ministerios  | 06 10        | 820 !  | ondiep gelegen zuilenstation | 13 januari 1987  | 40° 26′ 47″ NB, 3° 41′ 31″ WL | Chamberi  |
| Colombia            | 09           | 860 !  | ondiep gelegen zuilenstation | 30 december 1983 | 40° 27′ 23″ NB, 3° 40′ 37″ WL | Chamartin |
| Pinar del Rey       |              | 890 !  | ondiep gelegen zuilenstation | 15 januari 2007  | 40° 28′ 4″ NB, 3° 38′ 55″ WL  | Hortaleza |
| Mar de Cristal      | 04           | 900 !  | ondiep gelegen zuilenstation | 27 april 1998    | 40° 28′ 9″ NB, 3° 38′ 21″ WL  | Hortaleza |
| Feria de Madrid     |              | 2400 ! | ondiep gelegen zuilenstation | 24 juni 1998     | 40° 27′ 50″ NB, 3° 36′ 58″ WL | Barajas   |
| Aeropuerto T1-T2-T3 |              | 2410 ! | ondiep gelegen zuilenstation | 14 juni 1999     | 40° 28′ 5″ NB, 3° 34′ 14″ WL  | Barajas   |
| Barajas             |              | 2420 ! | ondiep gelegen zuilenstation | 7 september 1999 | 40° 28′ 34″ NB, 3° 34′ 59″ WL | Barajas   |
| Aeropuerto T4       |              | 2430 ! | ondiep gelegen zuilenstation | 3 mei 2007       | 40° 29′ 29″ NB, 3° 35′ 39″ WL | Barajas   |

* De sorteerwaarde van de foto is de ligging langs de lijn